# 내 이름은 던스턴
《내 이름은 던스턴》(영어: Dunston Checks In)은 1996년에 개봉한 미국과 캐나다의 합작 코미디 영화이다.

## 줄거리
보석 도둑이 고급 호텔에 투숙한 뒤 그가 부리는 오랑우탄 던스턴이 도망친다. 호텔 지배인의 자녀들이 던스턴을 숨겨주려고 애쓰는 가운데 호텔 소유주, 보석 도둑, 동물 통제 전문가가 이들을 뒤쫓는다.

## 출연
- 제이슨 알렉산더 - 로버트 그랜트, 호텔 지배인 역
- 페이 더너웨이 - 엘리나 두브라우 여사, 호텔 주인 역
- 에릭 로이드 - 카일 그랜트 역
- 루퍼트 에버릿 - 러틀리지, 보석 도둑 역
- 글렌 섀딕스 - 라이어널 스폴딩 역
- 폴 루번스 - 벅 러파지, 동물 통제 전문가 역
- 그레이엄 색 - 브라이언 그랜트 역
- 스티븐 길본 - 아티 역
- 프랭크 웰커 - 닐 역 (목소리)
- 브리 터너 - 프랑스 소녀 역

## 우리말 녹음
KBS 성우진
- 유동현 - 로버트(제이슨 알렉산더)
- 김수경 - 카일(에릭 로이드)
- 안경진 - 두브라우(페이 더너웨이)
- 이재명 - 러틀리지(루퍼트 에버릿)
- 조달호 - 빅터 두브로(네이선 데이비스)
- 강미형 - 브라이언(그레이엄 색)
- 유명숙 - 델라크로체(제니퍼 배시)
- 최병상 - 벅(폴 루번스)
- 김혜미 - 콘수엘로(미셸 보닐라)
- 문관일 - 라이어널(글렌 섀딕스)
- 오수경 - 낸시(주디스 스콧)
- 박정민 - 호텔 직원(대니 콤든)
- 김승태 - 머리(브루스 비티)